# Ludwik Brandys
Ludwik Brandys (ur. 1902 w Pawłowicach, zm. 10 lutego 1988 w Katowicach) – prawnik, powstaniec śląski, działacz plebiscytowy, urzędnik.

## Życiorys
Pochodził z rodziny chłopskiej. Był członkiem Związku Filaretów w raciborskim gimnazjum, gdzie zdał maturę. Od 1920 roku służył ochotniczo w powiatowym Polskim Komitecie Plebiscytowym w Raciborzu. Był zaprzysiężony w Polskiej Organizacji Wojskowej Górnego Śląska. Po plebiscycie na Górnym Śląsku został aresztowany i uwięziony w Raciborzu, skąd uciekł 4 maja 1921 roku. Walczył w III powstaniu śląskim, biorąc udział w walkach na linii Turze-Dziergowice-Bierawa-Kędzierzyn. Po 1922 roku podjął studia prawnicze, które ukończył w roku 1929 w Poznaniu. Następnie pełnił funkcję asesora sądowego w Toruniu, Lublińcu oraz Katowicach, gdzie również był dyrektorem w administracji miejskiej. W latach 1931–1933 był prezesem oddziałów młodopowstańczych przy Związku Powstańców Śląskich w powiecie lublinieckim.
Podczas II wojny światowej przewodził ewakuacji Katowickiego magistratu i sądów. Podczas ewakuacji został ranny na dworcu w Krakowie od bomby lotniczej. Następnie do końca wojny pracował jako tokarz w fabryce Fablok w Chrzanowie.
Po wojnie był pracownikiem administracji miejskiej w Katowicach oraz wiceprezesem Okręgowej Komisji ds. Szkód Górniczych. W latach 1950–1951 był współorganizatorem Wojewódzkiej Komisji Arbitrażowej w Katowicach.

## Ordery i odznaczenia
- Krzyż Kawalerski Orderu Odrodzenia Polski
- Złoty Krzyż Zasługi[2]
- Srebrny Krzyż Zasługi (18 stycznia 1946)[3]
- Krzyż na Śląskiej Wstędze Waleczności i Zasługi
- Śląski Krzyż Powstańczy